# NHK广播电视文化研究所

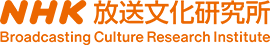
研究所標誌

NHK广播电视文化研究所（日语：／ Enu Eichikei Housou Bunka kennkyuujo），簡稱文研，是日本广播協會（NHK）於1946年成立的廣播研究機關。所在地位於東京都港區愛宕。

## 概要
對廣播文化的創作進行調查研究，並根據結果每年發行數次期刊。研究人員當中播音員或記者出身者亦不在少數。
直到2002年為止皆與NHK放送博物館在同一棟大樓內。

## 播音員出身關係者

### 現在
- 岩佐英治
- 北村紀一郎（日语：北村紀一郎）
- 柴田厚（日语：柴田厚）
- 田中伊式（日语：田中伊式）
- 田中孝宜（日语：田中孝宜）
- 滝島雅子（日语：滝島雅子）
- 中尾晃一郎（日语：中尾晃一郎）
- 山口勝（日语：山口勝 (アナウンサー)）
- 結城さとみ（日语：結城さとみ）
- 和田源二（日语：和田源二）

### 過去
- 岩澤忠彦（日语：岩澤忠彦）（現NHK广播电视研修中心（日语中心）（日语：NHK放送研修センター・日本語センター）長，原NHK广播电视文化研究所長）
- 大出岳史（日语：大出岳史）（現NHK北見放送局局長）
- 小川浩司（日语：小川浩司）（現NHK横浜放送局（日语：NHK横浜放送局））
- 合田敏行（日语：合田敏行）（現NHK广播电视研修中心（日语中心）（日语：NHK放送研修センター・日本語センター））
- 柴田實（日语：柴田実 (アナウンサー)）
- 杉原滿（日语：杉原満）（現NHK广播电视中心）
- 田中浩史（日语：田中浩史）（現跡見學園女子大學教授）
- 松本和也（日语：松本和也）（隸屬於現・青二製作）

## 外部連結
- NHK放送文化研究所（页面存档备份，存于）

1. ↑  日本广播协会. . NHK在线 中文.   [2022-06-27]. （原始内容存档于2022-06-27）.